# سیارک ۱۶۳۵
سیارک ۱۶۳۵ (به انگلیسی: 1635 Bohrmann، نامگذاری:1924QW) هزار و ششصد و سی و پنجمین سیارک کشف شده‌است که در ۷ مارس ۱۹۲۴ و در هایدلبرگ کشف شد.
قدر مطلق سیارک برابر ۱۱٫۱۰ است.